# Distretto di Dih Salah
Il distretto di Dih  Salah è un distretto dell'Afghanistan appartenente alla provincia di Baghlan. Viene stimata una popolazione di 15 978 abitanti (stima 2016-17).